# 宇宙兄弟 (お笑いコンビ)
宇宙兄弟（コスモきょうだい）は、SMA NEET Project所属の女性お笑いコンビ。

## メンバー
- 舞子はん（まいこはん、1977年11月23日 - ）
本名は片岸舞子（かたぎし まいこ）。
富山県富山市出身、名古屋造形芸術短期大学卒業。
身長166cm、スリーサイズはB83・W59・H82。血液型はB型。
ストレッチが趣味。宮崎駿監督の映画、手塚治虫原作の漫画を好んでいる。
好きな食べ物はサツマイモ（焼き芋）など。

- くまみき（1978年8月11日 - ）
本名は熊澤未来（くまざわ みき）。
愛知県岡崎市出身、椙山女学園大学短期大学部文学科卒業。
身長162cm、スリーサイズはB82・W65・H88。血液型はA型。
シール集め、映画鑑賞、コンサート観覧が趣味。相方と同じく、宮崎駿の映画作品を好む。

## 来歴
- 2000年に、共通の友人の紹介によって二人が知り合い[1]、コンビを結成する。
- 2001年5月に初舞台、同年6月、浅井企画のライブ『お笑いネオネオダイナマイトショー』に出演。同年、TBSテレビの番組『ワンダフル』の『流行ものテンダフル』において第7位に選ばれ、これをきっかけに浅井企画入りする。『お笑いネオネオダイナマイトショー』には引き続きレギュラーで出演。
- 2003年に宇宙兄弟は一度解散。
- 2004年5月、同じくまみき、舞子はんの2人で再結成、コンビ名を『ザ・コスモ』とする。この時は所属事務所無しのフリーで活動。
- 2005年4月、SMA NEET Project所属となる。同年7月7日、コンビ名を元の『宇宙兄弟』に戻す。
- 2008年2月、宇宙兄弟は再び解散。舞子はん、くまみき共に、ピン芸人に転向した。なおこの時は所属事務所は二人とも、そのままSMA NEET Projectとなっていた。
- 2008年8月7日、くまみきのブログにおいて、宇宙兄弟をメンバーはそのままで再々結成することが発表された[2]。なお、この2日後に出場したキングオブコントでは、この2人で『ジーニアス』という名前で出場した。

## 芸風
コントが多く、舞子はんのハイテンション振りや出落ちのキャラクター、顔芸などを生かしたものを演じる一方で、漫才も演じたこともあった。
舞子はんは肩の関節を外して演じる『肩芸』があり、ここから、頭の上から自分の手で顔を持ち上げるもの、自分で自分に痴漢をするものなどのネタがある。肩を外したままの手をたたいて「ゴー、ゴゴゴゴー!」などと言うブリッジがある。『あらびき団』出演時など、ビキニ姿でこれを披露していたことがあった。なお、宇宙兄弟復活後も肩芸は継続して行っている。
くまみきは、ピンで活動していた当時は『名古屋の女子にウケるショートコント』というネタを披露していたことがあり、この時は中日ドラゴンズのユニフォームを着て、ブリッジに『燃えよドラゴンズ!』のサビの部分を入れていた。
「ほーげほげほげ」というセリフや、『天才バカボン』のアニメ第1作主題歌またはその替え歌をブリッジに入れることがある。

## 出演
- ワンダフル （TBSテレビ）
- お笑い図鑑 ハマヌキ （tvk）
- ねこの穴 （テレビ東京）
- あらびき団 （TBSテレビ） - 2008年5月7日（第27回）、舞子はんのみ。肩の関節を外したままの手でバナナの皮をむく、などの芸を披露。
- イツザイ （テレビ東京） - 2008年9月6日深夜、同年10月4日深夜『インディーズ芸人オーディション』。キャッチコピーは『お笑いエイリアン』。
- ワッチミー!TVxTV（BSフジ）
- お笑いTV ｢ニコニコ笑い汁｣ （MONDO21）